# 萧宝夤
萧宝夤（487年—530年），字智亮，齐明帝萧鸾的第六子，母親為劉惠端，胞兄為齐东昏侯萧宝卷。因梁武帝滅南朝齊，投奔北魏，娶北魏公主。後因叛離北魏，被爾朱天光所殺。

## 生平

### 南齊時期
建武元年（494年）十一月，蕭寶夤被封為建安郡王。
蕭寶卷即位後，再被封為都督、郢州刺史。永元三年（501年）正月，蕭寶夤封為車騎將軍、開府儀同三司，鎮守石頭城。同年秋七月，雍州刺史張欣泰等於新亭密謀起事，殺台內諸主帥。起事之日，前南譙太守王靈秀奔往石頭城，統率城內將吏，去車腳，載蕭寶夤走向台城，百姓數千人皆空手隨後。車至杜姥宅，日已欲暗，城門緊閉，城上人向他們射箭，眾人棄蕭寶夤逃走。蕭寶夤逃亡三日，戎服詣草市尉，尉馳以啟奏蕭寶卷，蕭寶卷迎他入宮查問。蕭寶夤涕泣聲稱被控制並不自由，蕭寶卷笑乃恢復他的爵位，並任荊州刺史。
宣德太后臨朝時，改封蕭寶夤為鄱陽王。

### 北魏時期
中興二年（502年），萧衍攻克建康不久，萧宝夤趁防卫松懈，在左右帮助下挖墙出逃，昼伏夜出逃奔到寿阳并被北魏收容。虽然曾因兵败于南朝梁而被废为庶人，但后又被封为齐王，和南阳长公主結婚。不过他一直不忘复兴南齐。
河北起义时，他奉命到关中讨平莫折大提、莫折念生在河西的反叛。孝昌三年（527年），进封司空，一度因平叛不力免为庶人，4月，又起复为征西将军、雍州刺史、假车骑大将军、开府、西讨大都督，节度关西地区。北魏宗室元略曾南逃得到梁武帝厚待，后为胡太后所召被梁武帝送回，受封义阳王，成为宠臣，官拜侍中，萧宝夤担心元略曾得到梁武帝指示寻事由害他。同年，他听信手下柳楷所引“鸾生十子九子毈，一子不毈关中乱”的谣言，认为自己注定有命治理关中，于是乘机控制长安和派人杀死了他认为朝廷派来监视的关右大使郦道元和他的家人，又杀死南平王元仲冏和封伟伯，自称齐帝，大赦，改年号隆緒元年，立公主为皇后。尚书仆射行台长孙稚奉命讨平他，蕭寶夤不敌，并被部将侯终德所袭，投靠藉六镇之乱割據關中的万俟醜奴，被任为太傅。
530年，尔朱天光派遣贺拔岳等在安定郡打败万俟醜奴，生擒万俟醜奴、萧宝夤，一并送到洛阳，示众三日。吏部尚书李神俊、黄门侍郎高道穆素来与萧宝夤交好，为他求情，对孝庄帝称萧宝夤谋反在先帝孝明帝朝，应赦免。应诏王道习则对孝庄帝指出，即使萧宝夤称帝是前朝之事应该赦免，其投靠万俟醜奴成为太傅也是在孝庄帝登基后，不杀贼臣，无以行王法。萧宝夤最终被赐死于太仆寺的驼牛署。萧宝夤臨刑前“夷然自持，了不憂懼”，只是悔叹自己背叛了北魏失去了臣节。
因其称帝时南齐灭亡已久，称帝时间短也没有占据原南齐的土地，萧宝夤不被广泛承认为南齐君主。

## 家庭

### 子女
- 萧烈，娶魏孝明帝的嫡妹建德公主，成为驸马都尉。他和父亲萧宝夤一同被斩首。
- 萧权，在一次射箭遊戏中被弟弟萧凯射中而死。
- 萧凯，娶长孙稚的女儿為妻。婆媳不和，南阳长公主多次斥責她不守規矩，萧凯夫婦怀恨在心。在妻子的教唆之下，东魏天平年间（534年-537年），萧凯派家奴弒殺親生母亲南阳长公主。萧凯被判處車裂，妻子被判斩首。
- 萧氏，嫁元爽子元德隆

## 延伸阅读
[在维基数据编辑]
 《南齊書·卷50》，出自萧子显《南齊書》
 《魏書/卷59》，出自魏收《魏书》
 《北史·卷029》，出自李延壽《北史》